# Télévision par câble
Pour les articles homonymes, voir Télévision par câble (South Park).

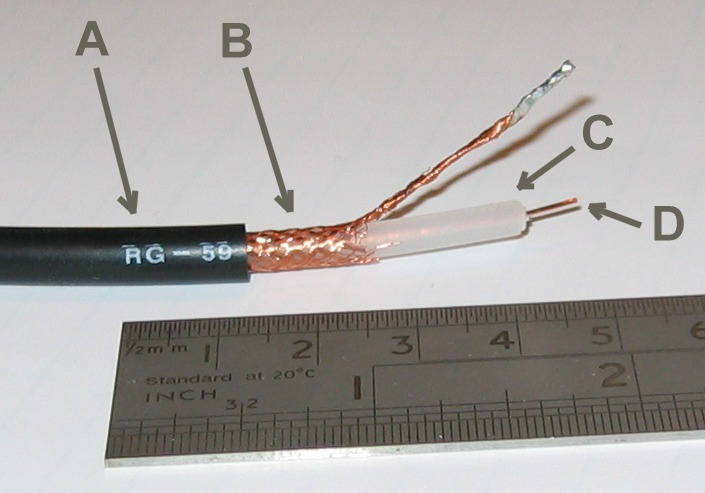
Le câble coaxial est le plus souvent exploité pour distribuer le signal de télévision par câble.

La télévision par câble ou télédistribution par câble désigne un mode de distribution de programmes de télévision et accessoirement, de radio, véhiculé par l'intermédiaire d'un réseau câblé, par liaison de type coaxiale ou fibre optique. Ce type de réseaux de télédistribution peut délivrer d'autres services interactifs, notamment après leur évolution vers la technologie numérique. À de rares exceptions pour certains pays comme la Suisse, l'offre télévisuelle des réseaux câblés délivre généralement un service sur abonnement payant, exploité par des sociétés commerciales. Le câble est progressivement concurrencé voire remplacé dans la plupart des pays industrialisés, par les réseaux filaires Internet xDSL et FTTH en fibre optique.

## Contexte historique
Lors de l'apparition de la télévision, les chaînes de télévision sont diffusées principalement par voie terrestre hertzienne grâce à un ou plusieurs émetteurs locaux et d'éventuels faisceaux hertziens pour les relier entre eux. Les tout premiers réseaux câblés sont exploités localement, notamment en 1936 à Londres au Royaume-Uni et la même année à Berlin en Allemagne notamment pour les jeux olympiques puis à partir de 1948 aux États-Unis et en Suisse. Ce type de réseau câblé local ne sert alors principalement qu'à relayer les chaînes terrestres hertziennes dans des zones géographiques mal desservies par les signaux hertziens de télévision.
Sur le plan international, les principaux avantages offerts par la télévision par câble concernent principalement le nombre et la nature de l'offre en chaînes de télévision, la fiabilité et la performance technique de la retransmission, le fait qu'un service de maintenance peut intervenir pour résoudre certains incidents ou pannes ainsi que l'évolutivité possible du réseau avec les innovations et améliorations technologiques : conversion ou adaptation des signaux de normes étrangères ou incompatibles localement, nouvelles normes analogiques par exemple le D2 MAC européen, puis numériques ainsi que la Haute Définition, les services associés comme le télétexte, le guide électronique des programmes, le son multicanal, etc.
À partir des années 1970 et 1980, plusieurs pays développent des réseaux câblés payants à grande échelle et par abonnement, avec deux principaux avantages. Le premier consiste à distribuer et fournir en exclusivité certaines chaînes, en complément des chaînes reçues par voie terrestre, lesquelles sont reprises également sur le câble. Le second, la promesse d'une qualité de signal préservée.
Les chaînes optionnelles, non locales, sont captées puis retransmises jusqu'aux centraux de télédistribution soit par ligne spécialisée (télécom ou coaxiale), soit par faisceau hertzien, soit enfin, par satellite de télécommunications.
À la fin des années 1970, certains réseaux câblés, notamment en Amérique du Nord, commencent à opérer une « voie de retour » permettant de renvoyer certaines données ou informations, depuis le terminal installé chez chaque abonné de l'opérateur qui exploite cette technologie. Ce dispositif permet de sécuriser l'accès à certaines émissions ou chaînes payantes, proposer des services à la carte comme le (en) Pay Per View, ancêtre de la vidéo à la demande ou encore, de contrôler techniquement la ligne jusqu'à l'abonné. Toutefois, cette interactivité est complexe à mettre en œuvre, coûteuse pour l'opérateur et doit être compatible avec les anciens équipements du réseau (amplificateurs, répartiteurs, prises, etc.) ou peut amener à les remplacer.

## Développement spécifique en fonction des pays
À partir des années 1970 et 1980, plusieurs pays choisissent la télédistribution analogique par câble comme moyen principal de télédiffusion, tout en maintenant la télédiffusion terrestre, par exemple les Pays-Bas, la Belgique et la Suisse. En revanche, d'autres pays conservent la télévision analogique terrestre comme mode principal de télédiffusion jusqu'au milieu des années 1990, en délivrant sur le réseau terrestre, les chaînes publiques ou privées nationales, régionales ou locales ainsi que des chaînes thématiques, c'est le cas par exemple du Royaume-Uni, de la France, de l'Espagne, de l'Italie et du Japon.
Ainsi, pour de nombreux pays, la télévision par câble est l'un des seuls moyens pour élargir la consommation télévisuelle par des chaînes complémentaires, notamment thématiques. De fait, l'offre payante de télévision par câble détient une position quasi de monopole de marché durant une longue période, avant que les offres satellite puis IPTV soient proposées.
Aux États-Unis, la télévision par câble connaît une forte croissance à partir du milieu des années 1970 et des années 1980, pour devenir un moyen de réception tv dominant à partir des années 1990. En 1992 par exemple, environ 60 % des foyers américains sont abonnés à un service de télévision par câble. Toutefois, le réseau terrestre analogique reste puissant, en retransmettant notamment les chaînes nationales ou réseaux « networks » : NBC, CBS, ABC, Fox, UPN, The WB, PBS ainsi que les chaînes locales.
En Europe notamment, à partir de 1996, certains câblodistributeurs commencent à diffuser des chaines TV en numérique, ce qui impose dans un premier temps de mettre à disposition pour chaque téléviseur, un décodeur ou un adaptateur spécifique.
À partir des années 2010, le modèle économique du câble américain est sévèrement affecté et le public privilégie dès lors les offres télévisuelles gratuites, ce qui permet aux acteurs de l'hertzien terrestre de résister, en complément d'un abonnement internet et des nouvelles plateformes de vidéo à la demande et la télédiffusion de flux ou streaming ; un étude de marché de 2021 démontrerait que le « streaming » domine de 34,8 % la consommation totale de télévision, alors que 34,4 % concerne l'abonnement au câble et 21,6 % pour la télévision terrestre gratuite.

## Concurrence du satellite puis de l'IPTV
Au cours de la décennie 1990 et même avant l'émergence de la technologie numérique, la télévision par câble connaît un nouveau concurrent : la télévision par satellite grâce à l'équipement en réception individuelle (parabole) qui procure un rendement voisin de 100 % pour couvrir une zone géographique allant d'une région jusqu'à plusieurs continents. Pour les opérateurs de télévision par satellite, celui-ci représente le moyen de télédiffusion le moins coûteux ramené à son rendement de couverture, notamment par rapport à la télévision hertzienne terrestre analogique, à la télévision numérique terrestre (TNT) et à la télédistribution par câble ou par internet IPTV qui nécessitent de multiplier les équipements au sol ou une infrastructure de télédistribution conséquente. L'impact commercial négatif de la concurrence du satellite pour les offres de télévision par câble est très significatif, y compris en France.
Le second concurrent de la télévision par câble apparaît au début des années 2000 ; la télévision par xDSL (IPTV). Grâce aux nouvelles technologies de télécommunication par réseaux IP (ADSL) et de compression vidéo numérique permettant de démultiplier le nombre de chaînes, les opérateurs historiques du téléphone suivis de nouveaux entrants, peuvent désormais proposer la retransmission de chaînes numériques via le réseau téléphonique filaire conventionnel, pour accéder à Internet. Ces services nécessitent toutefois l'utilisation d'un terminal spécifique ou « box » à relier au téléviseur.
Les câblodistributeurs qui diffusent jusqu'alors uniquement la télévision par câble, ajoutent également des services de télécommunication similaires par le réseau coaxial pour résister à cette concurrence. Ils adaptent alors leur propre terminaux devant être reliés au téléviseur. Même avant que la technologique numérique ne soit arrivée, on voit ainsi apparaître des terminaux spécifiques, comme notamment en France, le décodeur Visiopass développé en 1989 par France Télécom et qui exploite la norme D2 Mac.
La télévision par câble aux États-Unis subit également une concurrence avec les offres payantes de télévision par satellite, notamment à partir du milieu des années 1990. Il faut attendre le début des années 2000 pour que cette concurrence se renforce avec l'apparition des offres IPTV. Provisoirement prépondérante en termes d'audience entre 1990 et 2010, la télévision par câble est dépassée par l'IPTV, à partir des années 2010, une tendance de décroissance qui ne cesse de se poursuivre y compris jusqu'au début des années 2020.
Les difficultés des câblo-opérateurs face à l'offre des chaînes gratuites de la TNT, de télévision par satellite et sur IPTV, sont caractérisées par une étude publiée aux États-Unis en 2013 qui marque la pire année pour la télévision. Ainsi, le modèle économique du câble qui a bénéficié historiquement d'une position de quasi-monopole aux États-Unis, commence dégrader significativement son modèle économique.
En 2021, une étude met en évidence que le public américain souhaite privilégier les offres télévisuelles gratuites, ce qui pénalise notamment les offres payantes du câble et permet aux acteurs de la télévision hertzienne terrestre en clair de résister, éventuellement en complément d'un abonnement internet et des plateformes de vidéo à la demande qui délivrent par « streaming », des offres payantes personnalisées
Le phénomène de « cord cutting », qui pousse les abonnés aux offres payantes du câble ou de télévision par satellite à résilier leurs abonnements au profit des offres de vidéo à la demande à tarif réduit voire gratuites, se confirme tout particulièrement à la suite de la période de pandémie Covid 19.
En Europe, l'introduction de la technologie FTTH à fibre optique aurait pu représenter un avantage concurrentiel pour les câblo-opérateurs mais le remplacement de cette infrastructure et sa mise en place sont très coûteuses, longues à installer jusqu'à l'abonné et à amortir d'un point de vue investissement.
En France en 2009, l'opérateur qui détient la plupart des réseaux câblés communaux Numericable-SFR et futur groupe Altice, subit brutalement l'effet pourtant attendu de la multiplication des chaînes gratuites de la TNT, du satellite et surtout des offres IPTV.
Une étude publiée initialement en 2003 mise à jour en 2018 dévoile la complexité de la concurrence IPTV en France pour la télévision par câble et la fragilité de son modèle économique.

## Principes de fonctionnement: architecture technique
Pour la télévision par câble, le câble coaxial blindé est privilégié par rapport aux liaisons cuivres téléphoniques symétrisées pour véhiculer ces signaux audio et vidéo analogiques car il est envisageable d'exploiter plusieurs signaux de télévision simultanés sur un unique câble.
Techniquement un réseau câblé se compose de trois éléments principaux :
1. La station de tête ;
2. Le réseau de télédistribution ;
3. Le terminal (téléviseur et/ou récepteur spécifique).

### Station de tête de réseau
Le système central peut combiner :
- des antennes terrestres captant :
  - les chaînes télévisées analogiques « normalement reçues » localement, y compris aux frontières (cryptées ou en clair),
  - les chaînes numériques ou TNT nationales, locales et frontalières (en clair).
- des antennes paraboliques captant les chaînes analogiques ou numériques diffusées par des satellites géostationnaires, y compris en haute définition, chiffrées / cryptées ou en clair ;
- les stations radiophoniques, incluant l'offre de musique en réception numérique ;
- les signaux de télécommunication et multimédias IPTV permettant la vidéo à la demande (VoD), l'accès à Internet et à la téléphonie ;
- les offres de chaînes, stations de radio ou services vidéo interactifs propres au réseau câblé (mires, mosaïque de chaînes, canaux de promotion...)
- un accès direct à l'épine dorsale (backbone) Internet ;
- un dispositif de gestion des droits d'abonnement (accès conditionnel).

Après être démodulés et éventuellement transcodés, ces différents signaux sont traités :
- filtrés et convertis en d'autres fréquences ou numérisés conformément à un plan technique défini (canaux et numérotation) ;
- démodulés, décodés, décryptés voire transcodés ou convertis pour les adapter aux normes nationales ;
- réordonnés et éventuellement multiplexés dans des flux numériques ;
- adaptés au contrôle d'accès spécifique du réseau câblé pour la gestion directe des abonnements.

En diffusion analogique progressivement abandonnée notamment en France au milieu des années 2000, l'ensemble de ces signaux compose un plan de fréquences exploitant les bandes TV : VHF bandes I et III ainsi qu'UHF, bandes IV et V. Le choix des chaînes distribuées est fixé par l'opérateur mais il est soumis à conventionnement et autorisation par l'autorité de régulation, par exemple, le CSA puis l'ARCEP, en France.

### Réseau

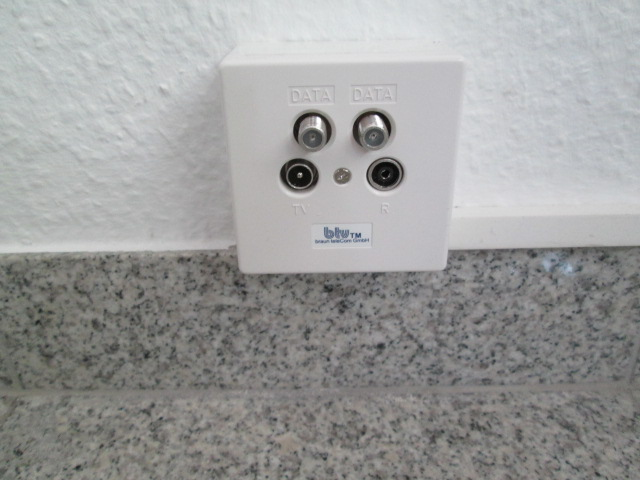
Exemple de prise d'abonné.

Son architecture technique comprend :
- une série de lignes de transport, entre la tête de réseau et la prise d'abonné, qui acheminent les signaux vers les répartiteurs et amplificateurs de distribution :
  - par le câble coaxial avec amplificateurs de ligne, sur les réseaux les plus anciens,
  - par la fibre optique monomode (multiplexage de tous les types de données numériques), plus performante mais plus coûteuse ou par des réseaux Hybride fibre coaxial, les plus répandus ;
- des amplificateurs de distribution qui retraitent les signaux puis les dirigent vers les répartiteurs de distribution, dérivateurs d'abonnés puis en terminaison, les prises d'abonnés ;
- un ou plusieurs terminaux d'abonnés (récepteurs/décodeurs, modem câble), connectés à l'une des prises du foyer.

Le terme « voie descendante » concerne les signaux diffusés depuis la tête de réseau jusqu'au foyer abonné. En sens inverse on emploie le terme « voie de retour », ou « voie montante », laquelle permet le retour d'informations ou d'interactivité ainsi que les communications (téléphonie, Internet, commande de vidéo à la carte, visiophonie, pilotage de fonctions à distance, domotique…).
À parti des années 2000, les réseaux de télédistribution des grands centres urbains exploitent le plus souvent des réseaux hybrides bidirectionnels, à la fois en câble coaxial et, ou, en fibre optique. Ils permettent de donner accès à un large choix de chaînes numériques, sur le même principe que la télédiffusion ou télévision par satellite.

### Terminal
Sur un réseau analogique dont la formule devient obsolète, une cinquantaine de chaînes peuvent être distribuées, voire davantage, en fonction de la technologie mise en œuvre (qualité des amplificateurs, réseau VHF ou à large bande, etc.). Ces programmes peuvent être visualisés directement par le téléviseur, grâce à un simple branchement coaxial au réseau, similaire au câble d'antenne collective. Pour l'usager, l'offre câble analogique ne nécessite pas l'achat d'une antenne individuelle ou d'un décodeur ; il est donc théoriquement, sans coût additionnel pour ce type d'abonnement payant de base.
En revanche, la télédistribution numérique nécessite obligatoirement un téléviseur compatible ou à défaut, un terminal compatible avec la norme DVB-C. Un adaptateur externe est nécessaire pour chaque appareil non compatible, se connectant notamment via une prise Péritélévision ou HDMI. Si la chaine est cryptée ou pour d'autres services que la télévision (téléphonie, accès à Internet par le câble), un module d'accès conditionnel complémentaire est loué ou vendu. Il peut s’insérer dans un téléviseur ou appareil devant respecter la compatibilité avec la norme de diffusion et avec le contrôle d'accès fourni, faute de quoi, le terminal propre à l'opérateur (modem câble) est indispensable pour chaque écran ou chaque appareil vidéo.

## Déploiement du câble dans différents pays

### Argentine
En Argentine, la télévision par câble est lancée durant les années 1960, en commençant à retransmettre dans la ville de Junín.

### Belgique
Au début des années 2000, Belgique est le pays le plus câblé d'Europe après les Pays-Bas, avec plus de 99 % des foyers raccordés aux réseaux de télévision par câble. Toutefois, au début des années 2020, en ce qui concerne l'infrastructure en fibre optique (FTTH), le pays accuse un retard très significatif par rapport aux autres pays européens
En raison de la diversité des normes utilisées par les pays limitrophes pour la télédiffusion hertzienne analogique et afin de réceptionner les signaux d'autres émissions étrangères, les téléviseurs belges sont équipés de circuits permettant de démoduler ces différentes normes, ce qui a un impact sur leur prix de vente. Pour procurer des économies au téléspectateur belge, la télédistribution locale ou communale se développe. Les émissions des pays limitrophes sont captées par une seule antenne terrestre collective, sur laquelle est associé un dispositif d'adaptation et de transcodage qui convertit aux normes belges, les signaux captés, avant de les acheminer jusqu'à la prises de télévision de chaque foyer. Outre la forte densité de la population et la relative antériorité de son implantation par rapport à d'autres pays européens, ces motifs principalement économiques expliquent en partie, la forte percé historique du câble dans les foyers belges.
Si les premiers réseaux câblés belges sont plus anciens et sont historiquement créés localement (commune, quartier ou rue, voire immeuble pour les plus anciens), le câble est déployé sur le plan national, à partir de 1972. Cette mesure est également encouragée par le gouvernement, afin d'éliminer des millions d'antennes « râteau ». L'accès par abonnement du citoyen moyen au réseau de télédistribution permet aussi à l'État belge, un contrôle plus efficace de la perception de la radio-redevance ; taxe perçue auprès des propriétaires d'un récepteur de télévision et destinée à financer les deux services publics de radio et de télévision.
Contrairement au câble français détenu par des sociétés privées, la plupart des réseaux belges sont alors d'initiative et de gestion publique. Plusieurs réseaux belges sont privés, d'autres sont détenus par des sociétés intercommunales, d'autres encore sont mixtes privé-public. Un réseau (Wolu-TV) a même été la propriété d'une commune.
Durant les années 2000, deux grands réseaux câblés commerciaux desservent la plupart des foyers belges. L'un est présent essentiellement en Flandre (Telenet), l'autre en Wallonie (Voo). Les câblo-distributeurs proposent de plus en plus d'offres « Triple-Play », regroupant la télévision, le téléphone et les services internet sur le même câble. Le câble est alors en cours de numérisation progressive.
La télédistribution belge est également marquée par une forte disparité dans la disponibilité des chaînes selon la commune. Il n'est pas rare de constater que d'une maison à l'autre, séparées par une frontière communale ou régionale, certaines chaînes néerlandophones ou francophones sont, ou ne sont pas comprises dans l'offre du câblo-distributeur local. Ces différences sont souvent dues aux choix linguistico-politiques des dirigeants locaux ou à des contraintes linguistiques imposées par les législations régionales. Les francophones y voient une forme de censure, puisque seules des chaînes en langue française sont concernées par la législation flamande. Aucune raison technique n'empêche plus la diffusion de chaines sur tous les réseaux de télédistribution[réf. nécessaire]. Dès lors, outre les questions linguistiques évoquées, la limitation à la diffusion de chaînes supplémentaires est principalement liée aux questions d'ayants droits (droit audiovisuels du sport ou de l'industrie du cinéma).

### Cameroun
Depuis le milieu des années 1990 et après la télévision par satellite, le câble est devenu l'un des principaux moyens de réception télévisuelle au Cameroun et spécifiquement dans les grandes agglomérations. De nombreux opérateurs privés, parfois non autorisés et inconnus des autorités chargées de la diffusion des médias, commercialisent leurs réseaux, de foyer en foyer[réf. nécessaire]. Ces opérateurs redistribuent localement le signal des chaînes payantes de Canalsat Afrique ainsi que celui de son bouquet concurrent, DSTV. Les offres sont composées de chaînes francophones et de chaînes anglophones, à l'image de la population du pays. Les conditions commerciales sans réel contrôle, engendrent une forte concurrence, notamment tarifaire.
La qualité du signal fourni n'est pas toujours satisfaisante. Quelques opérateurs majeurs tentent de fournir un service de meilleure qualité en évoluant vers la légalité, en exploitant notamment des moyens de diffusion terrestres plus évolués comme la technologie MMDS, ou la télédiffusion numérique ou TNT. Ces opérateurs comme TV+, Alpha Télé et AEA proposent des offres alternatives[réf. nécessaire].

### Canada
Le câble est disponible dans la plupart des villes canadiennes et est commercialisé selon la région, par des compagnies telles que Vidéotron, Cogeco, Shaw, Persona, DERYtelecom, B2B2C, etc. La plupart de ces compagnies ne se concurrencent pas car le CRTC n'a autorisé qu'un unique fournisseur par municipalité, ou secteur. Même sur des marchés où plus d'un distributeur a été autorisé, ils ont chacun un territoire exclusif. Au Québec, par exemple, Vidéotron constitue le principal fournisseur de service de câblodistribution. Il est présent dans la majorité des plus grandes villes, ce qui lui permet une grande rentabilité de son réseau, vu le nombre d'abonnés possibles pour chaque branche du réseau de distribution.
Depuis que les réseaux sont devenus hybrides, un grand nombre de petits câblodistributeurs, comme DERYtelecom, Câble Axion, etc., commencent à offrir les trois services aux abonnés des municipalités éloignées malgré un plus faible taux d'abonnés possibles. Cela s'explique par la diminution du coût de transport du signal par la fibre optique, par rapport à la transmission RF à l'aide d'amplificateurs.
Les services de téléphonie, de vidéo sur demande, d'internet haute-vitesse ainsi que de télévision numérique et haute-définition sont de plus en plus accessibles.

### États-Unis

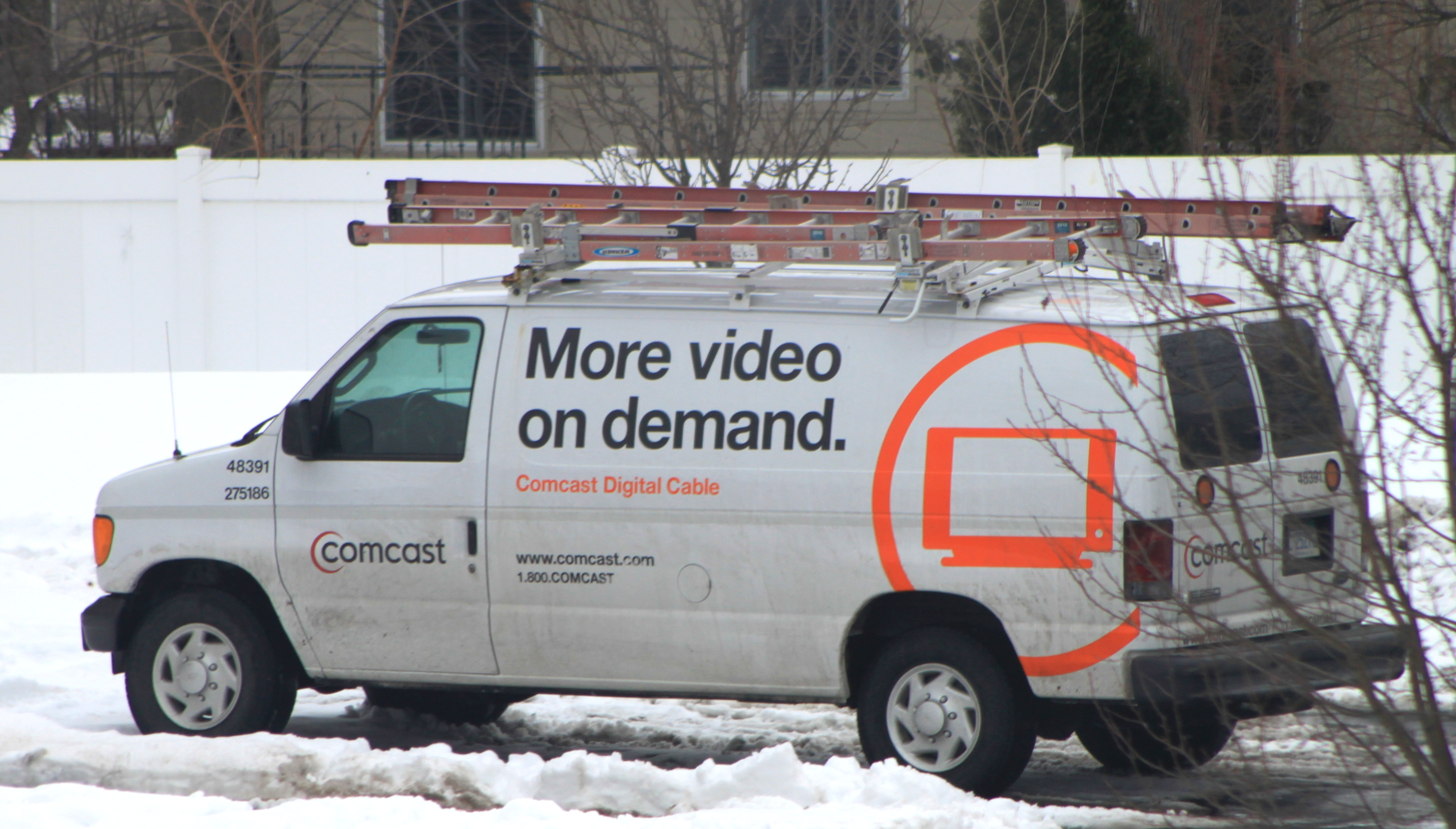
Camionnette d'intervention Comcast (2011).

Entre 1980 et 2010, le câble fait partie des moyens les plus courants pour recevoir des chaînes de télévision aux États-Unis, principalement par la souscription d'un abonnement payant.
Plusieurs premiers réseaux câblés communaux sont mis en place en 1948 et deviennent payant par abonnement en 1949. Toutefois, ce type de réseau câblé local n'est principalement destiné qu'à relayer les chaînes terrestres hertziennes, dans des zones géographiques pas ou mal desservies par la télédiffusion hertzienne terrestre.
À partir du milieu des années 1970 et des années 1980, la télévision par câble se déploie à grande échelle aux États-Unis pour devenir l'un des moyens principaux de consommation télévisuelle, à partir des années 1990.

### France
Après quelques expérimentations très locales pour améliorer la réception des signaux télédiffusés dans des immeubles ou résidences, la France métropolitaine élabore un « plan câble » à partir du début des années 1980. Entre 1950 et 1981, les gouvernements qui se succèdent à la tête du pays préfèrent limiter le nombre de chaînes de télévision à quelques antennes publiques et à deux chaînes privées régionales sous contrôle d'État indirect, telles que Télé Luxembourg et Télé Monte-Carlo. il faut attendre l'arrivée de François Mitterrand à la présidence de la république pour qu'une certaine libéralisation des ondes se produise et que les chaînes se multiplient. En complément, l'offre de télévision par satellite et les liaisons internationales permettent d'enrichir l'offre purement française avec quelques chaînes étrangères, permettant de constituer les premières offres distribuées par câble.
Au lieu d'un unique opérateur national, une demi-douzaine d'opérateurs régionaux voire locaux se constituent, soit par l'intermédiaire d'organismes publics, soit privés (opérateurs de distribution de l'eau), soit enfin de gestion mixte privé et public. Dès lors, aucune politique commerciale harmonisée n'est adoptée, chaque opérateur décidant de la nature et du nombre des chaînes proposée, des tarifs et même de la technologie éventuellement associées, notamment pour contrôler l'accès des options payantes.

#### L'infrastructure des réseaux
À partir de 1982, les réseaux câblés français peuvent exploiter différentes normes.
Pour distribuer les signaux des chaînes télévisées analogiques terrestres nationales et locales, la norme L à 625 lignes et sa déclinaison L' associée au standard couleur SÉCAM pour les chaînes françaises, RTL Télévision (RTL9) ainsi que Télé Monte-Carlo (TMC).
Cette norme est définitivement abandonnée fin 2015 et dès lors, plus aucun opérateur câble n'exploite la norme analogique historique française en France métropolitaine. Depuis 2005, l'offre numérique télévisuelle conforme aux normes DVB-C ainsi que DVB-T, VoD, services interactifs multimédia, etc. remplace progressivement l'analogique.
Pour l'offre complémentaire étrangère, les signaux analogiques télédistribués peuvent exploiter par transcodage et conversion de modulation, la norme L ou L' à 625 lignes ou, principalement en zone frontalière soit environ 2 % des abonnés au câble en France, la norme B / G ou la normme I, associée au standard PAL, en fonction des zones géographiques : norme B/G à l'Est et norme I en Bretagne et Normandie, à proximité des Iles anglo-normandes.
Au début des années 2000, la Télévision numérique est également distribuée à la norme DVB-C et depuis fin 2010, en complément, la norme DVB-T pour les chaînes de la TNT. Les signaux satellitaires analogiques et numériques DVB-S sont convertis et transcodés à la norme DVB-C et les signaux TVHD (en option) sont conformes à la norme Digital Video Broadcasting (MPEG-2 puis MPEG-4).
Pour assurer un « service antenne » à certains abonnés censé assurer la continuité de service public à destination des ensembles résidentiels et HLM, la distribution sans conversion des signaux TNT à la norme DVB-T en complément ou à la place de l'offre câble en DVB-C est disponible sur la majorité du territoire métropolitain en 2010, en prévision de l'extinction de la télévision analogique. Le « service antenne » est composé des dix-huit chaînes en clair de la TNT, diffusées obligatoirement en clair en norme DVB-T avec classement CSA similaire aux émetteurs TNT en hertzien. Simultanément est distribuée l'offre numérique DVB-C, toute cryptée, sauf TF1, France 2, France 3, Canal+ (les plages en clair), France 5 et M6 (obligation de distribution en clair de ces chaînes, même en DVB-C, dans le cadre du « must-carry » : obligation de distribution), ainsi que la chaîne ARTE 24 heures/24 plein canal, en SD 16/9 Stéréo et bicanal. Cette offre « service antenne » n'est pas gratuite et nécessite de régler un abonnement (obligatoire) pour chaque foyer relié car l'ancien réseau de télédistribution (antenne collective) est le plus souvent supprimé.
Le terminal numérique DVB-C (QAM) dispose de circuits de réception (démodulateur numérique) ; il intègre une cartouche et nécessite une carte d'abonnement à microprocesseur. La plupart des téléviseurs datant d'après 2010 intègrent le même port de contrôle d'accès PCMCIA. Dès lors, seule la carte optionnelle est proposée à la location par le câblo-opérateur.

#### Décisions politiques et retards
À la différence de certains pays qui ont développé leurs réseaux câblés à grande échelle dès les années 1970 (Amérique du Nord, Benelux, Suisse), la France a lancé son « plan câble » en novembre 1982. Alors que la modernisation du réseau téléphonique national est une réussite technologique nationale, la télédistribution de programmes de télévision s'avère un cuisant et coûteux échec.
De 1970 à 1985, il existe quelques expérimentations de télédistribution collective dans plusieurs régions (ensembles immobiliers, immeubles HLM et copropriétés), principalement en régions frontalières, permettant d'améliorer la qualité de réception et d'intégrer les chaînes limitrophes ; l'arrivée de François Mitterrand à la présidence en 1981 marque un tournant. Avec la libéralisation des ondes (radios libres de la bande FM) et en prévision du lancement de chaînes commerciales (Canal+, La Cinq, TV6…), l'État français souhaite lancer le câblage de la France. À la suite du succès du Minitel, la direction générale des télécommunications (futur France Télécom) décide de s'associer avec de puissants industriels comme Alcatel, Thomson, Philips, Velec, CGCT… afin de constituer ces premiers réseaux. Le 18 décembre 1985, le premier réseau de télévision par câble en France est lancé officiellement à Cergy-Pontoise, avec la réception de TV5 Monde, TMC, RTL Télévision, Sky1, 2 chaînes locale et Canal J dans l'agglomération, suivi par Paris le 25 novembre 1986 puis Nice et Montpellier le 12 février 1987. Ainsi, la télévision câblée se répand petit à petit dans la plupart des grandes villes françaises entre la fin des années 1980 et les années 1990.
En complément à la distribution d'une vingtaine de chaînes à la norme L analogique à 625 lignes donc directement compatible avec les téléviseurs, la reprise de la norme européenne D2MAC sur le câble est expérimentée en 1990 et finalement adoptée.
Les premiers récepteurs D2MAC sont loués par les cablo-opérateurs à certains abonnés, à partir de 1991, notamment sous la forme d'un terminal Visiopass conçu et développé par France Télécom. Cette norme analogique est toutefois progressivement remplacée à partir de 1998, par la norme DVB-C et est abandonnée au tout début des années 2000. La norme HD Mac, connaît une première démonstration à partir d'une réception satellitaire (TDF-1) réalisée en 1989 mais ne sera jamais exploitée sur le câble en France. Le terminal Visiopass, décrypte le contrôle d'accès Eurocrypt créé par France Telecom lequel est ultérieurement adapté au numérique sous le label « Viaccess ». Cependant, certains téléviseurs analogiques avec D2MAC intégré sont commercialisés durant les années 1990, dont certains sont équipés d'un lecteur de carte Eurocrypt intégré, effectuant exactement les mêmes opérations que le Visiopass, pouvant donc se substituer complètement à ce boitier de location fabriqué par Philips, Radiotechnique. Toutefois ces téléviseurs D2Mac sont rares et significativement chers, figurant des modèles haut de gamme de grandes marques européennes comme Philips, Thomson/Telefunken, Nokia/Oceanic, Grundig ou Loewe, équipés le plus souvent d'un tube cathodique au format 16/9e.
Parmi les principaux acteurs du câble en France entre 1982 et 2005, on compte France Télécom (DGT), La Lyonnaise des eaux (Paris Câble, futur Noos), la Compagnie générale des eaux (future Vivendi, réseau NC Numericable, SFR-Altice), la Caisse des dépôts et consignations, la SAUR (Bouygues), divers acteurs indépendants et certaines communes qui assurent elles-mêmes l'installation et/ou l'exploitation du câble.

#### Régime d'attribution pour les câblo-opérateurs
Au début des années 1980, la réglementation française autorise certaines sociétés privées à bénéficier du régime très favorable de la « concession de service public ». Sur ce principe, une société commerciale se voit attribuer, souvent pour une très longue période par exemple, jusqu'à 99 ans, le monopole de fait de la télédistribution communale. Les municipalités décident, le plus souvent selon des considérations et critères politiques flous, l'attribution de cette concession. Généralement, lorsqu'une ville a déjà concédé la distribution de l'eau à un groupe (Générale des Eaux, Lyonnaise des Eaux, Saur...), sa filiale spécialisée dans le câble (CGE, Lyonnaise Câble...) bénéficie quasi systématiquement du marché local. Cette méthode d'attribution permet le financement indirecte de tous les partis politiques, jusqu'à ce que de nouvelles lois entrent en vigueur à partir de 1995. Dans d'autres localités, moins peuplées, la Direction des Télécommunications (future France Télécom) ou TéléDiffusion de France (TDF) intervient pour proposer un réseau communal.
Outre la relative opacité, cette politique de déploiement accuse plusieurs défaut et principalement celui de l'harmonisation de l'offre et des tarifs.

#### Construction du réseau financée par le public
Alors que l'exploitation commerciale est majoritairement concédée à des sociétés privées, l'installation des réseaux câblés en France est intégralement prise en charge par les finances publiques ou par des entreprises publiques. Toutefois, le plan câble n'a jamais envisagé d'offrir un service public, mais au contraire de commercialiser une offre payante qualifiée parfois « d'intérêt général ». Entre 1980 et 2005, financés par le contribuable français, les réseaux câblés n'ont été capables de satisfaire qu'une portion réduite de la population nationale, soit à peine 3 % des foyers, principalement en zone urbaine dense.

#### La concurrence: satellite, ADSL et TNT
Le câble en France, autrefois restreint à une certaine clientèle favorisée y ayant accès, peine à se démocratiser, en raison de tarifs élevés. Ainsi en 1993, en plein cœur de Paris, si l'on a la chance que son immeuble soit câblé, pour bénéficier de la totalité de l'offre soit une vingtaine de chaînes spécifiques dont une dizaine en langues étrangères, y compris Canal+ en qualité optimale, il faut dépenser 800 F (121 €) pour l'installation initiale et jusqu'à 520 F (79 €) par mois pour l'accès à toutes les chaînes, en plus de la location du décodeur Visiopass (à la norme D2MAC).
En ce qui la concerne, la réception individuelle par satellite se développe durant la même période, grâce à l'arrivée d'une offre de chaînes gratuites dès le début des années 1990. Ainsi, la chaîne « TNT-Cartoon » qui réunit deux programmes, l'un consacré au cinéma hollywoodien et une chaîne de dessins animés (Cartoon Network) est lancée sur le satellite Astra au début des années 1990. Dès son lancement, TNT-Cartoon diffuse en clair (sans nécessité de s'abonner) sur tout le territoire européen et notamment en langue française. Dès lors, cette stratégie déchaîne la critique des médias français et fait réagir l'industrie française du cinéma, dans un réflexe protectionniste, faisant référence à « l'exception culturelle française », au moment des renégociations du GATT. Le Conseil supérieur de l'audiovisuel tente vainement d'interdire la chaîne en 1993 mais le droit européen permet à ce programme d'émettre en toute légalité depuis Londres, en clair par satellite sur toute l'Europe, dès lors qu'elle en paye les droits de diffusion. Un équipement bon marché composé d'une simple parabole et d'un récepteur satellite analogique permet alors de la recevoir gratuitement en complément de dizaines d'autres chaînes étrangères gratuites. La politique d'interdiction et de protectionnisme du CSA est alors qualifiée de ligne Maginot.
De fait, cette situation contrarie la politique commerciale des réseaux câblés français ainsi que de l'unique chaîne payante nationale, Canal+ lesquels voient dans la stratégie de Ted Turner, une concurrence déloyale. En 1995, constatant l'effet d'aubaine du satellite gratuite et la croissance de ce marché, les câblo-opérateurs vont jusqu'à demander au CSA de revoir sa décision et les autoriser de reprendre ce programme sur leurs réseaux. Constatant l'échec de sa décision jugée illégale sur le plan du droit européen, Hervé Bourges, président du CSA tente de convaincre ses homologues européens de créer un organisme commun mais cette initiative n'est pas suivie d'effet.
Vers la fin des années 1990, la concurrence avec la parabole individuelle tourne au désavantage du câble. Coincé dans une politique « tous azimuts », l'État français souhaite se protéger de l'offre satellitaire étrangère (Luxembourg, Royaume-Uni) tout en tentant de privilégier les câblo-opérateurs. Ainsi dès 1988, un traité franco-allemand permet de lancer une série de satellites à forte puissance : TDF1/2 qui ont adopté la nouvelle norme analogique D2 Mac (et HD Mac). Au début des années 1990, le satellite Astra couvre la totalité de l'Europe continentale et délivre des chaînes cinéma, sportives, généralistes, de fiction, jeunesse, musicales et d'informations, dont un grand nombre restent en clair (gratuites) durant plusieurs années. Le prix de l'équipement pour les recevoir (parabole + boîtier récepteur) ne cesse de baisser pour atteindre 500 FRF (le « kit ») en 1993.
En 1992, forcés de limiter ce phénomène, les principaux acteurs du câble, lancent Canalsatellite (slogan : « le câble par la parabole »). Mais pour des motifs de non concurrence, l'offre est retreinte en nombre (12 chaînes), elle est coûteuse et nécessite également jusqu'à trois décodeurs ou boîtiers pour en bénéficier en totalité. Un démodulateur, un décodeur Syster et un décodeur D2 Mac sont dès lors nécessaires pour accéder à toute l'offre payante.
À la suite des lancements commerciaux successifs de Canalsatellite numérique (avril 1996), TPS (décembre 1996) et d'AB sat (décembre 1996) et la compétition câble/satellite s'opère en faveur de la parabole : couverture de 100 % de la France, accès immédiat, offre d'une centaine de chaînes, qualité numérique, abonnements à prix compétitifs, prix de l'installation financé par les éditeurs… À la même période, le câble commence à peine à se numériser (moins de 20 % des réseaux sont alors en mesure de proposer le numérique jusqu'en 2002).
Ainsi, les opérateurs du câble proposent en option, la plupart des chaînes des bouquets satellitaires français : CanalSatellite, TPS (absorbé en 2007 par Canalsatellite) et AB Sat (devenu Bis Télévision).
La comparaison relative à l'investissement pour les deux vecteurs est sans appel : il faut 12 000 FRF minimum (1 850 euros) pour raccorder un foyer au câble, en France, alors que le coût d'un futur abonné effectif au satellite ou à l'ADSL-tv revient à environ 2 500 FRF (380 euros). De plus, le câble engendre des coûts d'entretien, de maintenance et d'exploitation considérables (changement du câblage coaxial tous les trente ans, entretien des amplificateurs, interventions nocturnes pour éviter les perturbations, etc.).
En 2006, on peut estimer qu'il existe près de 25 millions de personnes (8 millions de foyers) qui bénéficient d'une offre télévisuelle par satellite (gratuite ou payante) contre un peu moins de 7 millions de personnes (2,5 millions de foyers) abonnés à une offre câble. Pour information, le nombre d'abonnés au câble en France est quasiment statique depuis 1998 alors que la croissance du satellite est proche de 12 % et de plus de 20 % pour l'ADSL-TV. Le nombre d'abonnés à l'ADSL-TV dépasse celui des abonnés au câble en 2004.
En quelques années, la part de foyers abonnés au câble est très sensiblement décroissante au profit des abonnements IPTV proposant une box Internet donnant accès aux chaînes de télévision et aux services vidéo interactifs. L'arrivée de la technologie FTTH (fibre optique) accentue encore l'échec commercial du câble français.

#### Vers un opérateur unique
La maintenance et la mise à niveau des infrastructures demandent aux opérateurs d'importants budgets, difficiles à couvrir. En effet, le marché de la télévision en France est dynamique et les concurrents nombreux. En comparaison, les investissements des opérateurs satellites et ADSL permettent davantage de marge.
Les coûts liés à l'infrastructure — s'additionnant à ceux des services d'aide aux abonnés — amènent les acteurs du marché à adopter des stratégies de cession puis de fusion. Devenus inutiles pour le financement des partis désormais réglementés en France, les câblo-opérateurs souvent actionnaires des chaînes ou bouquets du satellite (Suez, Vivendi, Bouygues…) se désengagent sans exception de cette activité en revendant leurs sociétés à des tiers.
En 2006, les deux derniers câblo-opérateurs nationaux, UPC-Noos et Numericable choisissent de se réunir. Seuls les réseaux exploités par des collectivités locales et des régies subsistent, par ailleurs. Le nombre d'abonnés reste officiellement stable depuis une vingtaine d'années soit près de 20 % du parc des téléviseurs domestiques. Toutefois, une partie de ces abonnés sont dits « captifs », tels que les locataires de HLM pré-équipés, notamment avec le « service antenne ». Ceux-ci représentent officiellement 15 % du parc. À la fin de l'année 2006, en raison de la fusion technico-commerciale des différents opérateurs sous la bannière unique de Noos, de très nombreux foyers résilient leur abonnement. Seul le « label » Numericable va être désormais exploité par l'opérateur commercial.
À partir de 2007, avec l'unification autour de la seule entité Numericable (Altice SFR) dont les capitaux sont britanniques, luxembourgeois et américains, les investissements redémarrent avec 200 millions d'euros par an. Confronté au vieillissement de son réseau, d'une concurrence farouche avec la TNT, le satellite et l'ADSL, le câblo-opérateur mise sur le très haut débit, ce qui nécessite de considérables investissements pour la réalisation des réseaux en fibre optique. Les investissements permettent de rénover en partie le réseau existant, en fibre optique distribuée jusqu'au pied d'immeuble ; ce réseau hybride fibre coaxial (HFC) ou FTTLA permet de fournir une série de services payants à haut débit : Internet à 100 Mb/s, TVHD (jusqu'à 14 Mb/s), VOD individualisée, services téléphoniques…
Toutefois, Altice-SFR constitue en parallèle de ses réseaux câblés en France métropolitaine, une infrastructure distincte en fonction des zones géographiques. Dans l'Outremer, le câble est significativement peu développé au profit des offres individuelles et collectives par satellite comme Canalsat mais la société SFR Caraïbe détient toutefois certains réseaux câblés locaux.

### Roumanie
En 2007, la Roumanie est considérée comme bénéficiant d'un taux de pénétration des services de télévision par câble voisin de 79 %, niveau le plus élevé d'Europe du Sud-Est (Les Balkans), selon une étude publiée par le fournisseur suédois de services de télécommunications Ericsson, réalisée en Roumanie, en Serbie, en Bulgarie et en Grèce.

### Royaume-Uni
Un premier réseau câblé de télévision est mis en oeuvre à Londres en 1936, lorsque le service débutant de télévision de la BBC, Rediffusion. Il délivre des services de radio par câble depuis 1928 et commence à offrir un service de télévision par câble à ses clients londoniens qui éprouvent des difficultés à recevoir le faible signal qui vient de l'émetteur situé à Alexandra Palace.
Suspendu pendant la Seconde Guerre mondiale, le service de la BBC est recréé en juin 1946 pour desservir Londres. À partir de la fin 1949, de nouveaux émetteurs terrestres hertziens diffusant la BBC sont régulièrement activés pour desservir d'autres grandes agglomérations, puis de plus petites zones de population. Les zones figurant en marge de la couverture des émetteurs ont permis à Rediffusion et d'autres sociétés commerciales d'élargir les systèmes de câble, pour améliorer et accroitre l'auditoire de la chaîne de télévision BBC. Ce processus commence à Gloucester en 1950 et accélère lors des années suivantes, en particulier après qu'une deuxième chaîne de télévision terrestre hertzienne ITV, privée et commerciale, soit lancée en 1955, pour rivaliser avec la BBC. À la fin des années 1970, deux millions et demi de foyers britanniques reçoivent ainsi leur service grâce à la télévision par câble. Toutefois, la télévision terrestre hertzienne reste un mode dominant de réception télévisuel au Royaume-Uni durant l'ère analogique de la télévision, jusqu'à l'arrivée des offres satellite au début des années 1990, puis de la technologie numérique à partir de la décennie 2000.

### Suisse
Le câble est le principal moyen de diffusion de la télévision en Suisse, utilisé par 60 % des foyers. En 2007, la Confédération suisse est classée comme le troisième pays le plus câblé d'Europe, avec un taux de 82 % de raccordement, à ne pas confondre avec le taux d'utilisation. Plusieurs centaines d'opérateurs locaux se partagent le marché, dont les principaux sont UPC et Quickline. Chaque zone géographique est desservie par un opérateur local en position de monopole. Historiquement, les câblo-opérateurs distribuent une offre de chaînes de télévision et de radio en analogique. Ils adoptent la technologie numérique à partir de 1999, à la norme DVB-C. Le coût du raccordement au téléréseau est généralement compris dans le loyer pour les foyers non propriétaires. Il délivre un accès au bouquet de base de chaînes de télévision diffusées en clair. Grâce à un abonnement complémentaire en option, la plupart des réseaux proposent des chaînes de télévision supplémentaires payantes, l'accès Internet et la téléphonie.
De nombreux réseaux diffusent une large offre de chaînes en clair à la norme DVB-C. Par exemple, à Sion, le réseau distribue dans son bouquet de base, près de 70 chaines en DVB-C en clair[réf. nécessaire]. Le réseau UPC distribue 55 chaînes en clair depuis le 14 novembre 2012. Des chaînes supplémentaires sont accessibles sur abonnement et nécessitent soit un décodeur complémentaire, soit un module pour interface commune à insérer dans le téléviseur par exemple une Digicard d'UPC, compatible uniquement avec des interfaces communes récentes CI+, ou encore, le module CAM CONAX compatible CI et utilisé par d'autres réseaux alémaniques.
Certains réseaux diffusent une offre complémentaire de chaînes gratuites à la norme DVB-T. Cette dernière solution se trouve exclusivement en Suisse Romande[réf. nécessaire].
le 15 janvier 2007, les services industriels de la ville de Lausanne (SIL) mettent à disposition une offre gratuite de télévision numérique à la norme DVB-T sur leur réseau câblé. L'intérêt de cette formule se répand rapidement à d'autres téléréseaux. À cette période, les entreprises suivantes distribuent des chaînes DVB-T sur leur réseau :
- Bussivion à Bussigny près de la Lausanne ;
- Cablotel dans le Jura (région Miécourt) ;
- City TV / Citycable à Lausanne et sa banlieue ;
- Oronvision SA dans une partie du district de Lavaux-Oron, à Oron et environs ;
- Sateldranse SA, sur une partie du District d'Entremont ;
- SEFA à Aubonne et environs ;
- SEIC Gland à Gland (Vaud) et environs ;
- SEIC-Teledis, Chablais valaisan et environs ;
- SEVJ à la Vallée de Joux, dans les communes de L'Abbaye (Vaud), Le Chenit et Le Lieu ;
- Sierre-Energie SA ;
- Sinergy Commerce SA, région Martigny, Charrat et Vernayaz ;
- Téléréseau Mormonnet SA dans une partie du district du Gros-de-Vaud, à La Sarraz et environs ;
- TRN SA à Nyon et environs ;
- TvT Services à Renens, Crissier, Écublens (Vaud) et Chavannes-près-Renens ;
- VO Energies (anciennement via Télécité SA et Télédistribution SA) dans une partie du District du Jura-Nord vaudois (Orbe, Chavornay, Arnex-sur-Orbe, Agiez, Montcherand, Vallorbe, Ballaigues, Vaulion, Romainmôtier-Envy, Rances, Valeyres-sous-Rances, Bofflens, Croy, Baulmes, Mathod, Bavois, Essert-Pittet).

Les réseaux cités ci-dessus de VO Énergies, TVT Services, SEFA, Oronvision et du Mormonnet reprennent l'offre de Citycable, constituée de plus de 120 chaines en clair. En Valais, une cinquantaine de chaines sont proposées, dont une dizaine qui ne sont pas disponibles en analogique.
Ces offres proposent une alternative au monopole de la télévision numérique payante et cryptée par câble (en norme DVB-C) nécessitant des décodeurs ou terminaux propriétaires ou un module CAM propriétaire ainsi qu'une carte à microprocesseur pour y accéder. Généralement ces téléréseaux reprennent l'offre d'UPC pour les chaînes payantes ou gratuites diffusées à la norme DVB-C.
À Genève, naxoo diffuse des chaînes à la fois en DVB-T et en DVB-C jusqu'au 13 février 2013. À cette date, l'opérateur, repris par UPC, remplace l'offre de 38 chaines DVB-T en clair par une nouvelle offre de 55 chaines en clair mais en DVB-C en lieu et place du DVB-T. La mise en service du DVB-T sur le câble viserait à limiter les désabonnements du câble, au profit de la TNT hertzienne, à la suite de la mise en service des émetteurs français.
Il existe également plusieurs mini-réseaux de télédistribution collective privés (SMATV) suisses, en zones non câblées. Ils redistribuent les chaines SRG SSR ainsi que d'autres chaines satellites, en norme DVB-T MPEG 4 HD et DVB-T MPEG 2 SD, dans des grands ensembles immobiliers ayant refusé le raccordement au câble (principalement à Genève), des hôtels ainsi que dans certains villages alpins classés, où la pose d'antenne individuelle est strictement réglementée, pour des raisons esthétiques.